# René Sauliol
René Sauliol est un journaliste, écrivain et diplomate français, né le 27 juillet 1882 à Langres et mort le 7 août 1961.

## Biographie
René Sauliol participe à la Première Guerre mondiale, supposément au sein du 1er corps d'armée.
Il est rédacteur en chef de la Revue d'études militaires. Il publie de savantes études d'histoire militaire chez Charles Lavauzelle.
Son livre Silhouettes de guerre, publié en 1922, témoigne, comme pour une partie des artistes français de la Première Guerre mondiale et de l'entre-deux-guerres, des haines populaires contre l'Allemagne : un soldat français est ainsi considéré comme beau, du fait qu'il est « couvert de sang boche »,.

## Liste non exhaustive de ses œuvres
- Villars. La manœuvre de Denain (1921)[2].
- Frédéric II. La campagne de 1757 (1921)[2].
- Turenne. La campagne en Alsace de 1674 (1921)[2].
- Silhouettes de guerre (1922)[2],[3].
- Une autre guerre des nations. La guerre de Sécession (1923)[2].